# Alliance sociale-démocrate
Ne doit pas être confondu avec Parti social-démocrate (Serbie, 2001) ou Parti social-démocrate de Serbie.
L'Alliance sociale-démocrate (en serbe cyrillique : Социјалдемократски савез ; en serbe latin : Socijaldemokratski savez ; en abrégé : SDS) est un parti politique social-démocrate serbe fondé en 2011. Il a son siège à Belgrade et est présidé par Nebojša Leković,.

## Historique
L'Alliance sociale-démocrate (SDS) se présente comme le successeur du Parti social-démocrate serbe et de ses penseurs : Svetozar Marković, Dimitrije Tucović et Dragiša Lapčević.

## Activités électorales
La vice-présidente du SDS, Danica Grujičić, se présente au premier tour de l'élection présidentielle du 6 mai 2012, ; elle obtient 30 602 voix soit 0,78 % des suffrages.
Aux élections législatives du 6 mai 2012, elle emmène également la liste de l'Alliance qui présente 182 candidats ; la liste obtient 16 572 voix, soit 0,42 % des suffrages, ce qui ne lui permet pas d'envoyer de représentant à l'Assemblée nationale de la république de Serbie.

## Programme

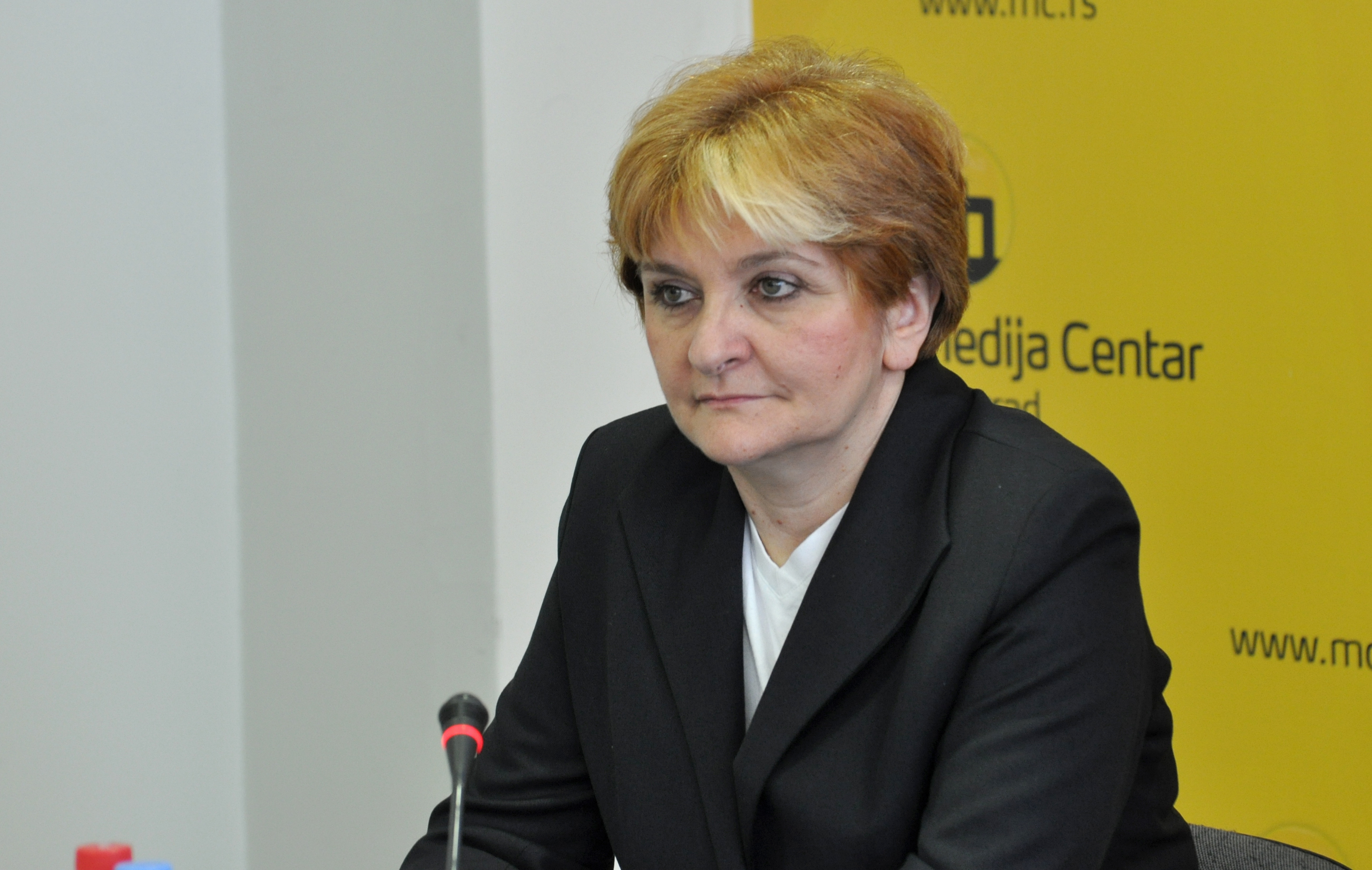
Danica Grujičić, vice-présidente du SDS

## Organisation
- Présidence[9]
  - Nebojša Leković, président
  - Danica Grujičić, vice-présidente
  - Svetozar Krstić, vice-président
  - Gojko Veličković, vice-président
  - Milun Babić, président du conseil du SDS
  - Vidosav Kovačević, secrétaire général
- Conseil d'administration
- Conseil du SDS
- Conseils régionaux
- Club de la jeunesse
- Club des femmes
- Club des retraités